# Rondel

Rondel und Rondeau

Das Rondel (von französisch rond „rund“) ist eine ursprünglich französische Gedichtform mit 13 oder 14 Versen und nur zwei Reimen.
Wie auch die verwandten Formen des Rondeau und des Roundel leitet sich die Form ab von mittelalterlichen Tanzliedern und bezeichnete zunächst keine feste Form, sondern allgemein ein Lied mit nur zwei Reimen und eventuellen Wiederholungen von Versen oder Versteilen (Refrain, französisch rentrement).
In seiner L’art de dictier gibt Eustache Deschamps fünf verschiedene Schemata für das rondel an, von denen eine der heute als Triolett bekannten Form entspricht.
Die überlieferten frühen Beispiele von als rondel bezeichneten Gedichten von Christine de Pisan, Jean Froissart, Octavien de Saint-Gelais und Charles d’Orléans de Rothelin weisen dementsprechend keine einheitliche Struktur auf. In der Verslehre verwendet man heute Rondel als generische Bezeichnung für die mittelalterlichen Formen, die neuzeitlichen Formen aus der Gruppe werden dagegen als Rondeau angesprochen.
Die heute spezifisch als Rondel bezeichnete Form geht auf Théodore de Banville zurück, der in seinem populären Petit Traité de poésie française eine der überlieferten Formen zum Muster des Rondels deklarierte. Von dort stammt das Gedicht Le Printemps von Charles d’Orleans:
| Le temps a laissié son manteau De vent, de froidure et de pluye, Et s’est vestu de brouderie, De soleil luyant, cler et beau. Il n’y a beste, ne oyseau, Qu’en son jargon ne chant ou crie : Le temps a laissié son manteau De vent, de froidure et de pluye. Riviere, fontaine et ruisseau Portent, en livrée jolie, Gouttes d’argent et d’orfaverie, Chascun s’abille de nouveau. Le temps a laissié son manteau. | A B b a b A B a b a A |

Diese heute als Rondel bezeichnete Form besteht aus 13 Versen in drei Gruppen (4–4–5), wobei die ersten beiden Verse sich als 7. bzw. 8. Vers wiederholen und der erste Vers noch einmal als Schlusszeile erscheint. Das Reimschema ist dementsprechend
[ABba abAB abbaA].
Der erste Vierzeiler hat dabei umarmenden Reim (abba), der zweite ist kreuzgereimt (abab) und die letzten vier Verse sind paargereimt (bbaa), es erscheinen also im Rondel die drei verbreitetsten Reimformen sämtlich.

In der ersten Auflage von 1872 hatte Banville allerdings aufgrund eines Missverständnisses eine 14-zeilige Form nach dem Schema ABba abAB abbaAB angenommen. Dieser Fehler wurde in der zweiten Auflage korrigiert und in der Folge wurde in der französischen Dichtung die 13-zeilige Form verwendet. Zu nennen sind hier Edmond Haraucourt (Rondel de l'adieu) und vor allem Stéphane Mallarmé und die Symbolisten.
In England (bei Henry Austin Dobson, Edmund Gosse, Robert Louis Stevenson u. a.) bevorzugte man allerdings die dem Sonett ähnlichere 14-zeilige Form, die auch als Rondel prime oder Rondel supreme bezeichnet wird.
In der deutschen Literatur ist das Rondel relativ selten. Bekannt sind die Ländlichen Rondellen von Oskar Loerke. Als Beispiel das Rondell von der Posaune von Loerke, in dem nicht zwei, sondern nur ein Reim verwendet wird:
Die Posaune Ükriki

Spielt der Rotbart im Federvieh.

Mit dem Rufe Ükriki

Wird die Welt erst die und die:

Kriecht die Sonne Gott ums Knie,

Mondhorn spricht zu Mondhorn; Flieh.

Denn posaunend Ükriki

Wird die Welt erst die und die,

Wird  der Traum Mythologie,

Das Geschehen spricht: Geschieh!

Und die Last zum Schimmel: Zieh’,

Und zur Last der Schimmel: Nie!

Und die Welt ist die und die.
Das bekannte, Rondel betitelte Gedicht von Georg Trakl folgt nicht diesem Muster, durch seinen symmetrischen Aufbau und Beschränkung auf zwei Reime mit Verswiederholungen (Reimschema [ABbBA]) entspricht es aber durchaus dem generischen Begriff:
Verflossen ist das Gold der Tage,

Des Abends braun und blaue Farben:

Des Hirten sanfte Flöten starben

Des Abends blau und braune Farben

Verflossen ist das Gold der Tage.